# Błądzim (powiat świecki)
Błądzim – (niem. Blondzmin, 1942-1945 Blondmin) wieś w Polsce położona w województwie kujawsko-pomorskim, w powiecie świeckim, w gminie Lniano.
Koło wsi przebiega dawna magistrala węglowa, obecnie linia kolejowa nr 201: Nowa Wieś Wielka Bydgoszcz Wschód Towarowa – Wierzchucin – Kościerzyna – Gdynia Port Centralny, na 63 km której znajduje się przystanek kolejowy o tej samej nazwie. Błądzim oddalony jest o 42,0 km koleją (od stacji Bydgoszcz Wschód Towarowa), a 50,5 km szosą na północ od Bydgosczy, przy skrzyżowaniu dróg wojewódzkich nr: 239, łączącej Błądzim ze Świeciem przez Lniano, Drzycim, Laskowice i 240 łączącej Świecie z Chojnicami przez Tucholę. Wieś położona jest w otoczeniu pól uprawnych i lasów stanowiących skraj Borów Tucholskich nad trzema połączonymi jeziorami: Wielkim Błądzimskim (Swiętym), Dąbrową i Ostrowickim.
W latach 1975–1998 miejscowość administracyjnie należała do województwa bydgoskiego.

## Ludność
Położenie na skraju Borów Tucholskich powoduje, że mieszają się tutaj dwie etniczne grupy Pomorza: borowiacy i kociewiacy. Obecnie większość mieszkańców stanowi ludność napływowa z innych terenów regionu, lecz są również rodziny mieszkające tu od wielu pokoleń.
Obecnie (III 2011 r.), według Narodowego Spisu Powszechnego, we wsi mieszka 610 osób. Jest drugą co do wielkości miejscowością gminy Lniano.

## Historia
Pierwsze informacje dotyczące wsi pochodzą już z 1400 roku. Sama nazwa wbrew pozorom nie pochodzi od "błądzenia", lecz od imienia Błądzym, chociaż jedna z miejscowych legend mówi, że w tych okolicach zabłądził wysłannik królewski z Krakowa do Gdańska.
Wieś zasłynęła na początku XX wieku dzięki Pawłowi Gackowskiemu, który podobnie jak wielkopolski Drzymała, zbudował dom na kółkach przypominający cygański wóz mieszkalny i przez kilka lat procesował się o pozwolenie budowy domu na zakupionej ziemi. Nie skapitulował przed pogróżkami zaborcy, znosił szykany pruskich władz i policji, wykazał hart ducha i gorący patriotyzm. Podczas uroczystości święta ludowego 1966 roku dla uczczenia jego pamięci, ludowcy odsłonili obelisk z okolicznościowym napisem.
Konstanty Januszewski – ur. 10.12.1886 r. Wykształcenie: szkoła powszechna, oraz kursy społeczno – gospodarcze. Właściciel gospodarstwa rolnego o. 50 ha ziemi. Od lat młodzieńczych interesował się życiem społeczno – kulturalnym. Brał udział w występach teatralnych w Błądzimiu. Był jednym z fundatorów i budowniczych Kościoła w Rykowisku oraz Remizy Straży Pożarnej w Błądzimiu. Był również pierwszym prezesem Straży Pożarnej w Błądzimiu. W latach 1924–1935 pełnił funkcję sołtysa gminy, a później gromady Błądzim. Przez krótki okres był również wójtem gminy Lniano. Był członkiem Związku Powstańczych Wojaków O.K VIII, członkiem Kółka PCK, członkiem L.O.P.P., członkiem Kółka Rolniczego, Radcą Pomorskiej Izby Rolniczej oraz prezesem Sekcji Osadniczej. Był aktywnym działaczem ludowym w woj. Pomorskim. Należał do PSL „Piast” a następnie SL. W latach 1924–1939 radny Sejmiku Powiatowego oraz Województwa. Od chwili powstania Rady Gminy w Lnianie tj. 1926 r. Był jej radnym aż do 1939 r. W 1930 r. Uzyskał mandat poselski z ramienia PSL „ Piast". 20.10.1939 roku został aresztowany w Błądzimiu przez Selbschutz i osadzony w Zakładzie Psychiatrycznym w Świeciu. Został rozstrzelany 24.10.1939 r. w Mniszku.
W 2000 r. z inicjatywy mieszkańców został ufundowany pomnik upamiętniający cześć Konstantego Januszewskiego.
W roku 1923 w pobliskim zajeździe powstał kościółek św. Rocha. W starym barokowym ołtarzu pochodzącym z XVIII wieku znajduje się obraz znanego pomorskiego malarza Bartłomieja Strobla przedstawiający koronację NMP, namalowany w 1640 roku. Poprzedni proboszcz, a zarazem zapalony myśliwy wzbogacił wnętrze kościoła o liczne myśliwskie akcesoria. Humorystycznie można potraktować skórę dzika leżącą w konfesjonale (wygląda jak skóra z... diabła).
W roku 1970 na jednej z prywatnych posesji znaleziono urnę z prochami pierwszych osadników. Obecnie można ją zobaczyć w bydgoskim muzeum.

## Turystyka
W Błądzimiu znajdują się dwa jeziora: pierwsze, jezioro Wiejskie oraz drugie, Jezioro Błądzimskie, nazywane również Jeziorem Świętym. Świętym, ponieważ wedle legendy w miejscu dzisiejszego jeziora miał się znajdować Kościół. Ze względu na brak zakładów przemysłowych w całej okolicy zobaczyć można nie zmienioną zbytnio przez działalność człowieka przyrodę.
Na tle innych miejscowości turystycznych w Borach Tucholskiech wieś wyróżniają krzyże umiejscowione przy każdym wjeździe do miejscowości.
We wsi, dzięki inicjatywie poprzedniej pani sołtys zrobiono drogę krzyżową z dużych kamieni wyciągniętych z pól przez okolicznych rolników, nazywaną przez niektórych "Błądzimską Kalwarią", biegnącą z kościoła w Rykowisku przez Nowe Osiedle w Błądzimu do Groty NMP.
W okolicy około 3 km od wsi znajduje się rezerwat Cisów Staropolskich im. Leona Wyczółkowskiego we Wierzchlesie.
Korzystnym uwarunkowaniem rozwoju turystyki krajoznawczej jest wyznaczenie szlaków turystycznych:
1. szlak Cisów Staropolskich, biegnący ze stacji PKP w Błądzimiu w kierunku rezerwatu cisów w Wierzchlesie i dalej do Tlenia;
2. szlak im. P. Gackowskiego, biegnący ze stacji PKP w Błądzimiu przez Ostrowite, Cisiny do Lubiewa.

## Galeria

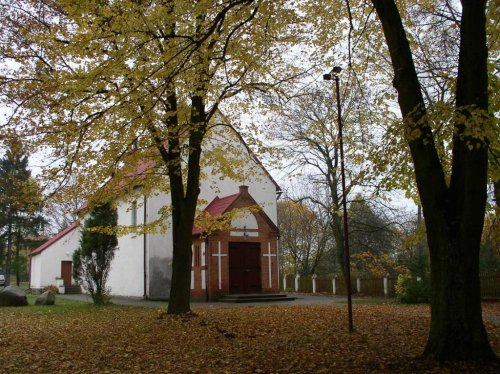